# Chimpili
Chimpili è un ward dello Zambia, parte della Provincia di Luapula e del Distretto di Kawambwa.